# Съвместно командване на специалните операции
Съвместно командване на специалните операции (бивша 68 бригада специални сили) е съединение на Командването на сили за специални операции (КССО) на Сухопътните войски на Българската армия до 2004 г. а след това самостоятелно поделение наследник на бившата Парашутна дружина, която се отличава в боевете при Страцин и Стражин през Втората световна война. Дружината е първото парашутно-десантно подразделение в България и предшественик на съвременните специални сили в България. Централата и се намира в град Пловдив. 
Към декември 2024 г. командир е Бригаден генерал Божидар Бойков.

## История

### Парашутна дружина
През есента на 1940 г. Министерството на войната и Щабът на войската вземат решение за сформирането на парашутна рота към въздушните на Н. В. войски. Решението заляга в плана на българската армия за 1941 г., но планираното сформиране на парашутна рота остава нереализирано. Въпреки това, българското военно ръководство е твърдо решено да създаде такова формирование. През пролетта на 1942 година, по указание на Щаба на войската започва подбирането на подходящи за парашутисти офицери, подофицери и войници от всички поделения на българската армия. Указанието е да се подбират постъпилите в армията млади войници от набор 1920 и 1921 г., които желаят да станат парашутисти.
В края на май 1942 в Здравно-изпитателния институт на летище „Враждебна“ се провеждат заключителните изпити от специално назначена комисия, като към нея са привлечени за съветници и немски офицери. На изпитите участват около 5000 кандидати, които са подложени на обстойни медицински и психотехнически прегледи, след което преминалите успешно през тях се допускат до изпитите по физическа годност и барокамера. Изискванията на комисията са безкомпромисни и от всички кандидати са одобрени едва около 500 души, които отново са изпратени по поделенията, където служат. На одобрените за парашутисти офицери, подофицери и войници се дават указания да чакат заповед за новото си назначение. По това време в България няма необходимите условия за подготовка на парашутни подразделения. Ето защо, министерството на войната решава одобрените за парашутисти 287 офицери, подофицери и войници да бъдат изпратени на обучение в Германия, в град Брауншвайг.
В началото на януари 1943 г. нашите военнослужещи са вече в парашутното училище в гр. Брауншвайг. Първоначалните занятия са свързани с изучаване на теорията на парашутния скок и обхващат действията на парашутиста във въздуха, устройството на парашута и наземна подготовка, включваща тренировки на вестибуларния апарат и скокове от макети на самолети „Юнкерс-52“ и „Хайнкел-111“, при които се тренира напускането на самолета и начините за приземяване. След първоначалните теоретични знания се преминава към практическото запознаване с немските десантни парашути РС-20 и начина за тяхното скатаване. Освен тези занятия се отделят и часове за физическа подготовка и самоотбрана.
След завършването на предварителната подготовка, започват и първите скокове от самолет, които се провеждат на местното летище. Парашутистите трябва да изпълнят най-малко шест тренировъчни скока. За десант се използват немските парашути PC-20. Първите три скока българските парашутисти изпълняват от самолет „Юнкерс-52“ и всички приключват успешно, като немските инструктори изказват възхищението си от хладнокръвието и смелостта на българите. При четвъртия скок от изтребител-бомбардировач „Хайнкел-11“ загива редник Георги Щерев от село Долно Езерово, Бургаско. Това е първият български военен парашутист, загинал при парашутен скок.
Докато трае обучението на нашите военнослужещи в Германия, на 16 януари 1943 г. министърът на войната генерал-лейтенант Никола Михов подписва Заповед № 16, с която парашутистите, на основание чл. 6. ал. 2 от Закона за въздухоплаването се приравняват към държавните въздухоплаватели.
Висшето военно ръководство на българската армия е смятало от обучените в германското парашутно училище военнослужещи да се сформират две парашутни роти, което е с една повече от планираната през 1941 г. В МЗ № 10 от 16 януари 1943 г. е обявен щатът на парашутна рота.
На 18. 03. 1943 г. със служебно поверително Писмо I-УО № 2019 на началника на въздушните на Н. В. войски генерал-майор Димитър Айранов е разпоредено, от завърналите се от обучение две роти парашутисти да бъде сформирана парашутна дружина, с което се поставя началото на парашутните поделения в нашата армия. Парашутната дружина е в състав 19 офицери, 60 подофицери и 348 войника. Още същия ден в Заповед № 1 по дружината, назначеният за временен командир капитан Любомир Ноев, обявява нейния временен щат.
Въоръжението на дружината е изцяло немско и за времето си подразделението представлява най-добре екипираното армейско поделение в БА. Въпреки кратката си подготовка, през 1943 дружината прави демонстративен десант пред високопоставени военачалници на летище Враждебна. След смаялата публиката демонстрация 57 военни от дружината биват повишени в звание ефрейтор.
След като България преминава на страната на Съюзниците на 8 септември 1944, като на германски възпитаници се гледа с недоверие. Това обаче остава неоправдано. На 10 октомври Парашутната дружина пристига в Гюешево и е придадена към частите на Втора пехотна тракийска дивизия към Първа армия, която е под командването на ген-майор Владимир Стойчев. По време на Кумановската настъпателна операция армията е спряна на силно укрепената Стражинска позиция. Командването решава да засили настъпващите части като в боя трябва да се включи и дружината. На нея се пада най-укрепената част. Целта е да пробие в тила позицията и да отвори пътя на Първа армия за настъпление към Скопие и Куманово. Боят започва в 7 часа сутринта на 18 октомври и продължава до 15 часа следобед, когато позицията бива овладяна. Парашутната дружина губи голяма част от състава си – 36 убити и 69 ранени. Изключителен героизъм проявява ефрейтор Никола Паскалев Николов, който с цената на живота си скача във вражески бункер, унищожава го и така проправя път на другарите си. В боя загива и заместник-командирът Димитър Захариев Николов, който сам тръгва в атака, увличайки след себе си бойците. Когато на Стражин пристига генералът на Първа армия, командирът на дружината – кап. Любомир Ноев със сълзи на очи докладва: „Господин генерал, загинаха ми момчетата!“. След боевете за Стражин дружината е придадена към Първа пехотна дивизия и участва в боевете за овладяване на Страцинската позиция от 20 до 25 октомври. Общо в тези боеве дружината дава 59 убити и 109 ранени. Парашутната дружина също участва в превземането на Куманово и влиза първа в града, в боевете на Страцинската позиция и при с. Горно Нагоричене. На 24 ноември дружината е посрещната триумфално при завръщането си в София. Дружината взема участие и във втората фаза на войната, като на 4 февруари 1945 г. са формирани два взвода с 82 парашутисти, изпратени за охрана на 3-ти и 4-ти корпус в Унгария. На 16 април при боевете край с. Зашевац при внезапен минометен огън е убит командирът на дружината майор Любомир Ноев.
„Парашутната дружина (400 войници), на която гледаха с недоверие, защото бе обучена в Германия, атакува смятания за непревземаем връх Стражин и го превзе в първата атака с цената на 54 убити. Единствено на парашутистите бе позволено да пренесат убитите си другари в София и да ги погребат във военното гробище.“ – професор Божидар Димитров.
18 октомври – денят на бойното кръщение на българските парашутисти е обявен за официален празник на 68-а бригада „Специални сили“.

### Нова история
През 1975 г., двете парашутно-разузнавателни бази в Пловдив и Мусачево, създадени през 1964, се обединяват в 68-а Бригада „Специални сили“, влязла в състава на новосформираното Командване сили за специални операции (КССО) на Сухопътните войски (включващо още 1-ви Парашутно-разузнавателен полк (обединил трите парашутно-разузнавателни батальона) и 34-ти Батальон за психологически операции) на чието подчинение е чак до 2004 г. Бригадата е дислоцирана в Пловдив.
В епохата на студената война, 68-а бригада „Специални сили“ е редовен участник във всички учения на страните от Варшавския договор.

## Структура
Личният състав на бригада е 1300 – 1500 военнослужещи при следната структура:
- Щаб на бригадата;
- Щабен батальон;
- Три бойни батальона;
- Учебен център и център за бойно осигуряване;
- Логистичен батальон и Подразделения по осигуряване.

## Задачи
Основните задачи, които стоят пред специалните сили са следните:
- специално разузнаване;
- контратероризъм;
- военно подпомагане;
- бойно търсене и спасяване;
- водене на партизанска и антипартизанска война;
- Директни акции;

## Бойна подготовка
От 2002 година бригадата използва полигона „Црънча“ за своето обучение, където се провеждат множество учения със специалните сили на страните-членки от НАТО – САЩ, Турция, Румъния, Гърция, Македония, Италия, Португалия, Франция, Испания, Германия и др. На полигона са изградени алпийска кула, специализирана полоса, която драстично се отличава от общовойсковите, главно със степента си на трудност, Killing house за тренировки на CQB – бой в затворено пространство.
Огневата подготовка, в частност тактическата стрелба и снайперската подготовка са изключително добре застъпени, благодарение на наличието на висококвалифицирани офицери, които провеждат курсове не само за нуждите на специалните сили, а в БА, като цяло, като и в структурите на МВР. Тактическата подготовка на личния състав е с основен акцент специално разузнаване, контратероризъм.
Парашутната подготовка е една от основните дисциплини. Изпълняват се предимно скокове с парашути с кръгъл купол, от височина от 400 до 800 м, на принудително отваряне, а така също и свободно падане, но от височини около 3000 м. Част от военнослужещите използват парашути тип „летящо крило“, като изпълняват скокове от височини между 3000 и 5000 метра. Парашутистите имат и възможност да използват новия транспортен самолет на ВВС – C-27j Spartan, но разчитат главно на американските ВВС за изпълняване на летателната програма.
Сериозно са застъпени т. нар. ВРТ – военноръкопашни техники, като един от способите за неутрализирането на противника. Провеждат се семинари и сборове по самбо, джудо, борба, киокушин карате, пекити-търша кали, крав мага, боравене с хладно оръжие, с огнестрелно оръжие на къси и пределно къси разстояния.
Ежегодно се провежда съвместно обучение със Зелените барети на САЩ. Основният команден състав до ниво рота е преминал курсове за обучение в учебните заведения и тренировъчни бази на специалните сили на САЩ – Форт Брагг (курс за командири на групи „Специални сили“), както и Португалия – Ламего (курс за командоси). Повечето от офицерите притежават сертификат STANAG 6001 за владеене на поне един чужд език, в това число английски език.
През годината, в поделението, също като част от бойната подготовка, се провеждат множество състезания, които представляват съвкупност от всички военни дисциплини. Едно от превърнали се в традиция състезания се провежда всяка година в чест на празника на поделението – 18 октомври – Ден на военния парашутист и на Специалните сили. В състезанието участва с представителен отбор всяка бойна рота от състава на бригадата, като е задължително от отбора от 4 военнослужещи да има представители от всяка категория – войник, сержант и офицер. Компонентите на състезание включват: 1.ориентиране в пресечена (планинско-гориста) местност; 2.преминаване на водна преграда – с лодки, чрез собственоръчно изготвени салове или чрез прекарване на маршрут с използване на въже; 3. евакуиране на ранен, използвайки подръчни средства; 4. екстракция на повреден автомобил; 5. преминаване на отделни препятствия от специалната полоса; 5. мятане на нож и изпълнение на бойни приложни техники; 6. тактическа стрелба с дълго и късо оръжие, отчитайки бързина и прецизност като основни фактори.

## Въоръжение
Въоръжението на бригадата представлява богата гама от бойни огневи системи. Наред със съветските образци, като 9-мм пистолет „Макаров“, 7.62 мм автомат АКМ „Калашников“ различни модификации, 40-мм подцевен гранатомет ГП-25 „Кастьор“; 7.62-мм снайперска пушка Драгунов, 40-мм ръчна противотанкова гранатохвъргачка РПГ 7-В; 40-мм ръчна противотанкова гранатохвъргачка РПГ-22 „НЕТО“, 5.45-мм лека картечница „Калашников“ – РПК, 7.62–мм ПК, преносим ЗРК Стрела-2М; на въоръжение в бригадата са приети немски картечен пистолет H&K MP-5 от всички модификации, пистолети SigSauer P2022 от различни модификации, снайперска пушка H&K MSG-90 (.308 Win), американската голямокалибрена далекобойна снайперова пушка Barrett M82 (12.7 x 99 мм), известна още като М107 Long Range Sniper Rifle, немската Blaser R93 LRS2 precision sniper rifle, .338 Lapua Magnum.
Разработва се модернизационен проект за ново стрелково въоръжение от НАТО-ски стандарт, което да замени въоръжението от съветски стандарт.
Приети на въоръжение са гранатомети за справяне с масови безредици, както и различни типове гранати за тях. Освен това, налични са ръчни гранати използвани при щурмуване на сгради – светлинни, шокови, звукови и комбинирани.
Моторизирана техника:
ЗиЛ-131, Камаз, Урал, УАЗ, Мерцедес-Бенц – Г класа, нови машини RILA 4Х4 XTREME MRAP и Toyota 4x4 както и различни модели тежкотоварни автомобили от същата марка – Актрос, Зетрос, Унимог. 68 бригада има на въоръжение леко- и тежкобронирани високопроходими и многоцелеви автомобили HMMWV „Хъмви“.
Парашутно-материалната част се заключава в следните типове парашутни системи:
- RL-16,
- RS-4/4t, RS-8, RS-9, запасен парашут B-8/8,
- SOC-TW7-315.

## Участие в задгранични мисии
Бригадата участва със свои подразделения в състава на българските контингенти в Ирак и Афганистан.

### Ирак
На 29 май 2003 г. Народното събрание разрешава участието на България в четвъртата фаза на операцията в Ирак – „Стабилизиране и възстановяване“ и изпраща пехотен батальон от БА и на отделни военнослужещи на територията на Ирак с обща численост до 500 военнослужещи. На 11 август 2003 г. за Ирак заминава първата група от 145 военнослужещи от основната част на българския батальон. Заминават и военнослужещи от специалните сили, но като част от пехотния батальон. Командосите са избрани от командира на Първи пехотен батальон Петко Маринов за персонална охрана. Последващото участие на личен състав от 68 бригада се изразява в осигуряване ВИП-охрана на командирите на батальони.
В периода 2003 – 2005 г. България изпраща пет пехотни батальона на територията на Ирак, като трима от общо петте командири на пехотни батальони са офицери от състава на бригадата – Петко Лилов, Михаил Попов и Димитър Шивиков.
Втори пехотен батальон, под командването на Петко Лилов, е първият и единствен от най-новата ни военна история, който участва в реални бойни действия. Някои от операциите, проведени от военнослужещите са:
- Iron Cordon and Search – 23.02. 2004 г. – операцията е проведена съвместно с други подразделения от състава на Втори пехотен батальон. Цел на операцията – блокиране и претърсване на обекти с възможни терористични групи;
- Операция „Калифорния“ – проведена с американска група за специални операции. Цел – претърсване на обекти в пустинята, разкриване на терористични мрежи и скривалища в зоната на отговорност на Втори пехотен батальон.

На 14 юли 2004 г. последната група от 138 военнослужещи от Втория пехотен батальон на БА, водена от старши национален представител полковник Христо Христов и командира на батальона подполковник Петко Лилов, се завръща в България.
На 24 юни 2004 г. Трети пехотен български батальон заминава за Ирак. Командир на батальона е подполковник Михаил Попов. Михаил Попов планира, организира и провежда операция по дислоциране на батальона от град Кербала в град Дивания. Операцията е изпълнена успешно. Мисията на батальона приключва през декември 2004.
Четвърти пехотен батальон е командван от друг известен офицер, част от новата история на 68-а бригада „Специални сили“ – Димитър Шивиков, който от декември 2004 до май 2005 изпълнява своите служебни задължения в Ирак. Още в България, Димитър Шивиков одобрява идеята на тогава лейтенант Иван Запрянов за изграждане на първия православен параклис в мисия зад граница. Параклисът, носещ името на „Свети Георги Пебедоносец“, става факт само няколко седмици след ротацията на контингента. Шивиков сдава длъжността си на командира на последния боен батальон в Ирак – подполковник Кузмов.
Така завършва участието на специалните сили в Ирак.

### Афганистан
Участието на 68-а бригада „Специални сили“ започва през 2006 г. и продължава до днес под различен формат.
През 2006 г. бригадата осигурява и изпраща в Афганистан подразделение за охрана на командира на многонационалната бригада „Югоизточна Европа“ бригаден генерал Нейко Ненов, който поема командването на многонационалната бригада „Кабул“. Командир на подразделението е капитан Тодор Грибачев.
През 2009 г. пред бригадата е поставена задача на сформира рота за охрана на външния периматър на летище „Кабул“. Ротата е допълнена с личен състав от други поделения. Командир на ротата е капитан Даниел Иванов, а национален командир на контингент е полковник Петко Лилов. Първа рота за охрана за охрана на външния периметър на летище „Кабул“ пристига в база „Феникс“ през октомври 2009.
Полковник Лилов, след изтичане на мандата му, се ротира с полковник Димитър Шивиков, който от средата на март до края на август 2010, е новият национален командир на контингент. В състава на Втора рота за охрана влиза и разузнавателният взвод основно сформиран от 68-а бригада.

#### Приноси и последици
Приносът на бойците от бригадата е основно в осъвременяването на екипировката и част от въоръжението на контингентите, а именно – тактически елеци, ранички за вода, (по-известни като „camelbak“, произлизащо от фирмата-производител), наколенки, налакътници, тактически кобури, специални торби за противогаз, тактически очила, качулки, тактически фенери, колиматори, лазерни прицели и др.
Огромна част от тактическите прийоми на подразделенията от 68 бригада се използват в по-нататъшното обучение на следващите контингенти от състава на БА. Поради доброто си представяне по време на мисия, военнослужещи от бригадата провеждат множество курсове за добиване и повишавана на уменията (контратероризъм, снайперска подготовка, бойни действия в затворени пространства) на представители от други формирование от състава на БА.
По време на участието си в Ирак, 68-а бригада дава няколко жертви в Ирак:
- старши лейтенант Николай Саръев,
- офицерски кандидат Антон Петров,

починали от раните си, понесени след извършения Атентат срещу българската база Индия в иракския град Кербала през декември 2003 г.;
- офицерски кандидат Преслав Стоянов,
- офицерски кандидат Валентин Донев,

загинали през 2005 при автомобилен инцидент в условия на пустинна буря.

## Параклис „Свети Йоан Рилски Чудотворец“
Вдъхновени от позитивното въздействие на военния параклис, изграден в база „Еко“, Дивания, Ирак през 2005, командирът на Четвърти пехотен батальон в Ирак, тогава подполковник Шивиков и завършилият Пловдивската Духовна Семинария, тогава лейтенант Иван Запрянов предлагат на командира на бригадата да се изгради параклис в района на поделението. Решението за изграждането взема командирът на поделението генерал Пламен Торлаков. Генералът решава храмът да бъде изграден в памет на всички загинали от състава на елитното поделение. Учредява се инициативен комитет с председател капитан Иван Богданов. Създава се и фондация на името на загиналия офицерски кандидат Преслав Стоянов с председател Иванка Стоянова – майка на загиналия военнослужещ. За кратко време са осигурени три проекта, като единодушно се избира вече реализираният. Решава се параклисът да носи името на свети Йоан Рилски Чудотворец – закрилник на българския народ.
Изграждането на храма започва през 2006. Поради липса на финансови средства, строежът бива прекратяван и подновяван няколко пъти през годините. През пролетта на 2011, доизграждането на храма е подновено. Главна заслуга в изграждането на храма има полковник Димитър Шивиков, благодарение на когото са осигурени финансовите средства за довършване на строежа. Основен дарител на храма е Десислав Делев – собственик на верига оръжейни магазини. Активно участие в изграждането на комплекса взимат капитаните Иван Богданов и Иван Запрянов, както и значителна част от сержантския и войнишки състав на поделението.
Церемонията по освещаване на храма е проведена на 18 октомври 2011, когато е и официалният празник на 68-а бригада. Храмът е осветен от Негово Високопреосвещенство Пловдивски Митрополит Николай. Архитектурата на параклиса е византийска. Под паралиса е изградено помещение, където изложени експонати представят историята на родните ни специални сили от времето на парашутната дружина до наши дни. Сбирката включва снимки и вещи на загиналите от състава на поделението военнослужещи в Ирак.

## Наименования
През годините формированието носи различни имена според претърпените реорганизации:
- 68-и отделен парашутно-разузнавателен полк „СПЕЦНАЗ“ (20 септември 1975 – 30 септември 1993)
- 68 парашутно-разузнавателна бригада „Спецназ“ (30 септември 1993 – 30 септември 2000)
- 68 бригада „Специални сили“ (30 септември 2000 – 1 ноември 2019)
- Съвместно командване на специалните операции (от 1 ноември 2019)

## Командири
- Полковник Иван Анастасов (20 септември 1975 – 30 септември 1976)
- Полковник Цветан Василев Кръстев (30 септември 1976 – 30 юли 1987)
- Полковник Тома Костадинов Дамянов (30 юли 1987 – 30 септември 1993)
- Полковник Тома Костадинов Дамянов (30 септември 1993 – 30 септември 2000)
- Полковник Димитър Димитров (30 септември 2000 – 30 април 2004)
- Полковник (бриг.ген. от 2007) Пламен Торлаков (30 април 2004 – 1 април 2008)
- Полковник (бриг.ген. от 2009) Пламен Лилов (1 юни 2008 – 1 март 2013)
- Полковник (бриг.ген. от 2014) Михаил Попов (1 юли 2013 – 13 ноември 2015) (от юли до ноември 2013 и.д. командир)
- Бригаден генерал (ген.м-р от 25.11.2019) Явор Матеев (от 13 ноември 2015-19 декември 2024)
- Бригаден генерал Божидар Бойков (от 19 декември 2024 г.)